# A1 Steam Locomotive Trust

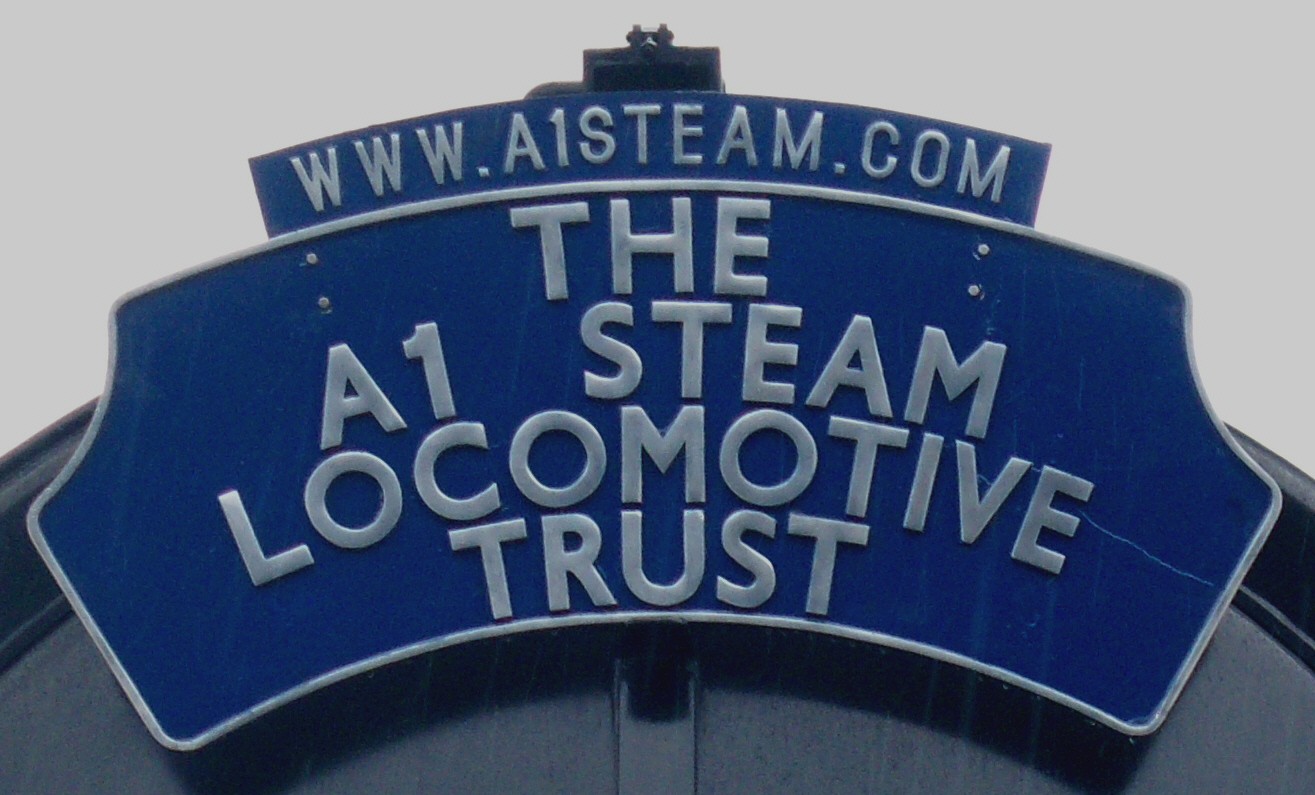
L'insegna del Trust sulla locomotiva Tornado

Il A1 Steam Locomotive Trust è una organizzazione di beneficenza di diritto anglosassone, un trust, con sede a Darlington, in Inghilterra fondata nel 1990 con lo scopo principale di realizzare, nell'ambito del movimento per la rievocazione della ferrovia a vapore, la costruzione, ex-novo di una locomotiva a vapore. 
Il Trust elaborò il progetto per la costruzione da zero della locomotiva A1 Peppercorn 60163 "Tornado", affidandolo alla ditta Locomotive Construction Co Ltd, costituita dal Trust per lo scopo. Dopo oltre 15 anni di raccolta fondi e di costruzione, la Tornado si avviò la prima volta nel gennaio 2008.
Il Trust si distinse, rispetto ad altre organizzazioni rievocative, nel fissare tempi certi di costruzione e nel cercare la completa certificazione della locomotiva per l'utilizzo sulla rete ferroviaria britannica. Per ottenere questi risultati rese la raccolta fondi una priorità per l'organizzazione, scelse di impiegare professionisti in ogni settore richiesto dal progetto, e di affidarsi all'ingegneria industriale nelle varie fasi di progetto e costruzione per ottenere le certificazioni necessarie.
Nell'ottobre 1999, il Trust aveva il maggior numero di membri per un'associazione britannica di rievocazione ferroviaria che gestiva una locomotiva d'epoca,  ed era al ventesimo posto tra tutte le associazioni di rievocazione ferroviaria. Le somme raccolte dal Trust erano senza precedenti nell'ambito della rievocazione ferroviaria.

## Storia
Il Trust ebbe origine da una discussione informale a Darlington il 24 marzo 1990 sulla fattibilità del progetto di costruzione ex-novo di una locomotiva LNER A1 Peppercorn  del 1948, di cui non esistevano superstiti poiché furono tutte demolite nei primi anni sessanta. Dalla discussione scaturì l'annuncio di una riunione pubblica per il 28 aprile dello stesso anno, tenuta dal primo presidente Mike Wilson. Il Trust fu formalmente fondato il 17 novembre 1990, durante una riunione presso il The Railway Institute (Istituto Ferroviario) di York, seguite da ulteriori presentazioni al pubblico a Londra ed Edimburgo.
Nella primavera del 1993 il Trust fondò la ditta Locomotive Construction Co Ltd, con i capitali raccolti dal Trust, per la costruzione della locomotiva Tornado. Nell'estate del 1993 il Trust prese la denominazione attuale A1 Steam Locomotive Trust, un fondo fiduciario con finalità di beneficenza. La forma legale del fondo fiduciario fu scelta per le agevolazioni fiscali previste dal diritto britannico per tali enti.
La prima riunione annuale del Trust fu tenuta presso la scuola di Doncaster il 17 settembre 1994, a cui parteciparono 210 persone. Nell'autunno del 1996 pubblicò un sito internet per la raccolta fondi, che fu ristrutturato nel 2008.
Nel 2001 il Trust attraversò un periodo di gravi difficoltà quando un volontario fece gravi accuse ai soci del trust per presunte malversazioni, la crisi fu risolta con un'indagine dei probiviri del Trust e della commissione statale sulle fondazioni benefiche, che non trovarono riscontri alle accuse, ma il danno d'immagine portò a mancate entrate delle donazioni stimate in 31.500 sterline, in 150.000 £ in ore lavoro perse, e una grossa spesa per una perizia tecnica indipendente. Inoltre si stima che si sia allungato di due anni il tempo per il completamento della Tornado.

## Il progetto Tornado

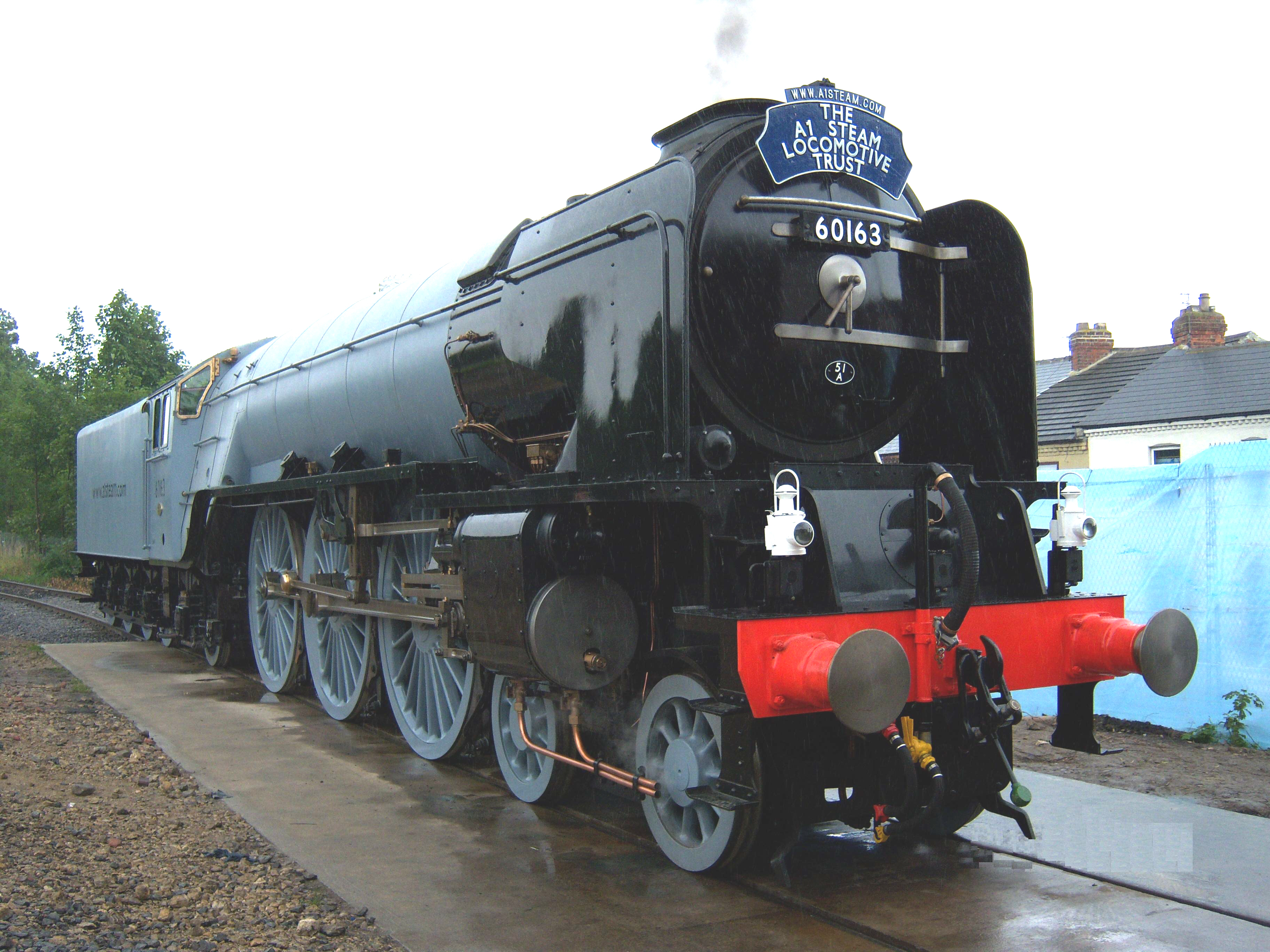
La 60163 Tornado, la locomotiva a vapore costruita ex-novo dal Trust

Il progetto Tornado aveva come obiettivo costruire una locomotiva ex-novo senza utilizzare parti recuperate o restaurate, un'impresa mai tentata prima dal movimento della tradizione ferroviaria, resa difficile dalla mancanza di infrastrutture industriali adeguate, considerando che in Gran Bretagna non venivano più costruite locomotive a vapore dal 1960. La costruzione della Tornado era il conseguente passo successivo del movimento dopo il restauro della Standard 8P Pacific No.71000 Duke of Gloucester, che, a causa del suo cattivo stato di conservazione, aveva comportato la ricostruzione di molte parti.
La costruzione di una A1, sul progetto della classe A1 LNER Peppercorn (1948) avrebbe completato la serie delle locomotive della linea principale della East Coast, quali la Stirling Single (1870), le Ivatt Atlantics (1898), le LNER A1 ed A3 (1922-35) A2 Pacific, la Classe 40 (1958) e le Deltic (1961).
La data iniziale fissata per il completamento fu fissata per il 27 settembre 2007, il 175º anniversario dell'apertura della Stockton & Darlington Railway, per un costo stimato di 1,6 milioni di sterline, per 10 anni di costruzione. Il costo finale raggiunse i 3 milioni di sterline.
Il trust finanziò il progetto di costruzione della Tornado con una combinazione di soci sostenitori permanenti ed occasionali oltre a delle sponsorizzazioni, inoltre il Trust negoziò contratti favorevoli con le ditte fornitrici, alcune delle quali offrirono i loro servizi a titolo gratuito o fortemente scontato. Il Trust finanziò il progetto anche con l'emissione di obbligazioni. Nel 2005 il Trust incassava oltre 10.000 sterline a settimana.

## Ricerca del cantiere di costruzione
Mentre gli originali cantieri della LNER di Doncaster e di Darlington erano, all'epoca della produzione della A1 LNER Peppercorn autosufficienti, producendo in loco ogni parte della locomotiva, alla fine del XXI secolo non esistevano più, in Gran Bretagna, cantieri ferroviari in grado di realizzare tutte le parti richieste, così la costruzione fu affidata a numerose officine esterne, alcuni componenti, quali i cilindri, furono lavorati da più imprese. La Tornado sarebbe poi stata assemblata in cantiere scelto dal Trust. Nella primavera del 1992 il Trust annunciò che la Tornado sarebbe stata assemblata in Gran Bretagna, e non all'estero, per esempio in Polonia, come era stato suggerito, tuttavia alcune parti sarebbero state commissionate all'estero.

Nel 1993 il Trust fece un accordo con il consiglio della contea di Doncaster per costruire la Tornado in loco. Successivamente l'accordo fu rescisso e la costruzione iniziò nel 1995 presso la ditta Tyseley Locomotive Works di Birmingham.

## L'assemblaggio presso il Darlington Locomotive Works

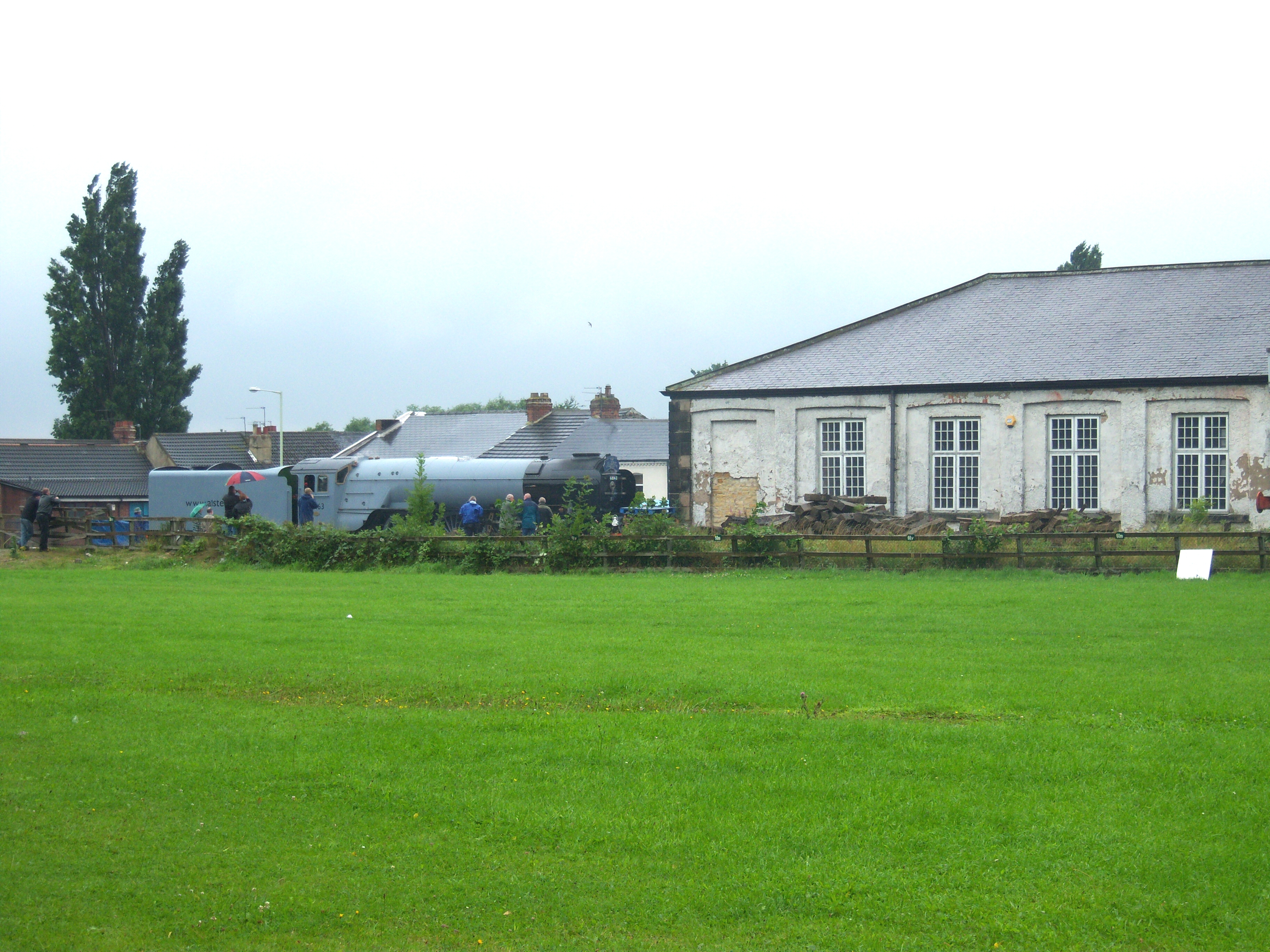
La Tornado davanti alle officine di Hopetown

La gran parte dell'assemblaggio della Tornado fu effettuato presso il cantiere ferroviario del Trust di Darlington, il Darlington Locomotive Works  (54.535706°N 1.55658°W) alla periferia nord di Darlington, non lontano dalle storiche officine ferroviarie Darlington Works. Il cantiere occupava la metà a sud del vecchia manifattura carrozze Hopetown Carriage Works, attualmente parte del museo ferroviario Darlington Railway Centre and Museum (Head of Steam), lungo Hopetown Lane.
Nel 1995, il consiglio della contea di Darlington offrì al Trust l'utilizzo della manifattura carrozze di Hopetown ad un prezzo simbolico. Il Trust battezzo il cantiere di Hopetown come Darlington Locomotive Works. Il restauro dell'edificio fu finanziato con 300.000 sterline con finanziamenti locali, nazionali ed europei.
Dopo nove mesi di ristrutturazione, le officine di Hopetown diventarono il centro operativo del Trust. L'inaugurazione fu fatta in concomitanza con la quarta riunione annuale del Trust, e la presentazione al pubblico della Tornado.

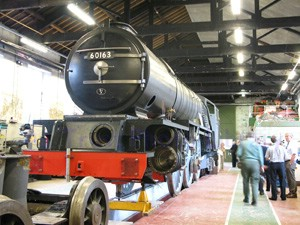
La Tornado nell'officina

Nel 2001, il consiglio della contea di Darlington assegnò al North Eastern Locomotive Preservation Group la parte nord dell'edificio delle officine, lasciando al Trust la parte sud dell'edificio.
Le officine non erano collegate alla rete ferroviaria, la vecchia linea della manifattura carrozze entrava dalla parte nord dell'edificio ed era stata interrotta da un muro che divideva le due parti dell'officina.
L'officina aveva un solo binario, dotato di fossa d'ispezione. Con un finanziamento da 10.000 sterline da parte del consiglio di Darlington il Trust fece installare una gru da 5 tonnellate e quattro sollevatori idraulici da 20 t.
Il binario all'interno dell'officina si estendeva in rettilineo per 150 metri all'esterno,  permettendo il carico dei componenti, i test della caldaia ed i primi test di avviamento della locomotiva che furono effettuati il primo agosto 2008.

## Esponenti rilevanti del Trust

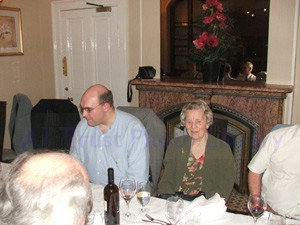
Dorothy Mather e Mark Allatt, attuale (2018) direttore del progetto P2

Tra i soci onorari del Trust si annoverano il presidente onorario Dorothy Mather (vedova del progettista A. H. Peppercorn) ed il vicepresidente Peter Townend, ex-dirigente del deposito locomotive Kings Cross Top Shed (grande deposito a nord della stazione di Londra King's Cross), quando era in esercizio la Peppercorn Class A1.
Dorothy Mather ebbe l'onore della prima accensione della caldaia della Tornado, il primo agosto 2008, e a bordo del primo test di movimento presso le officine di Darlington, affermando 
Un altro socio del Trust era Geoff Drury, morto nell'ottobre 1999, era il proprietario della locomotiva 60532 Blue Peter e salvò dalla rottamazione la Gresley A4 4464 Bittern, e una delle due Peppercorn Pacific ancora esistenti. Cercò, insieme ad altri appassionati, di salvare anche l'ultima A1 Peppercorn, la No. 60145 Saint Mungo, ma non riuscirono a salvarla dalla demolizione che avvenne nell'autunno del 1966.

## I viaggi in trenoTalisman

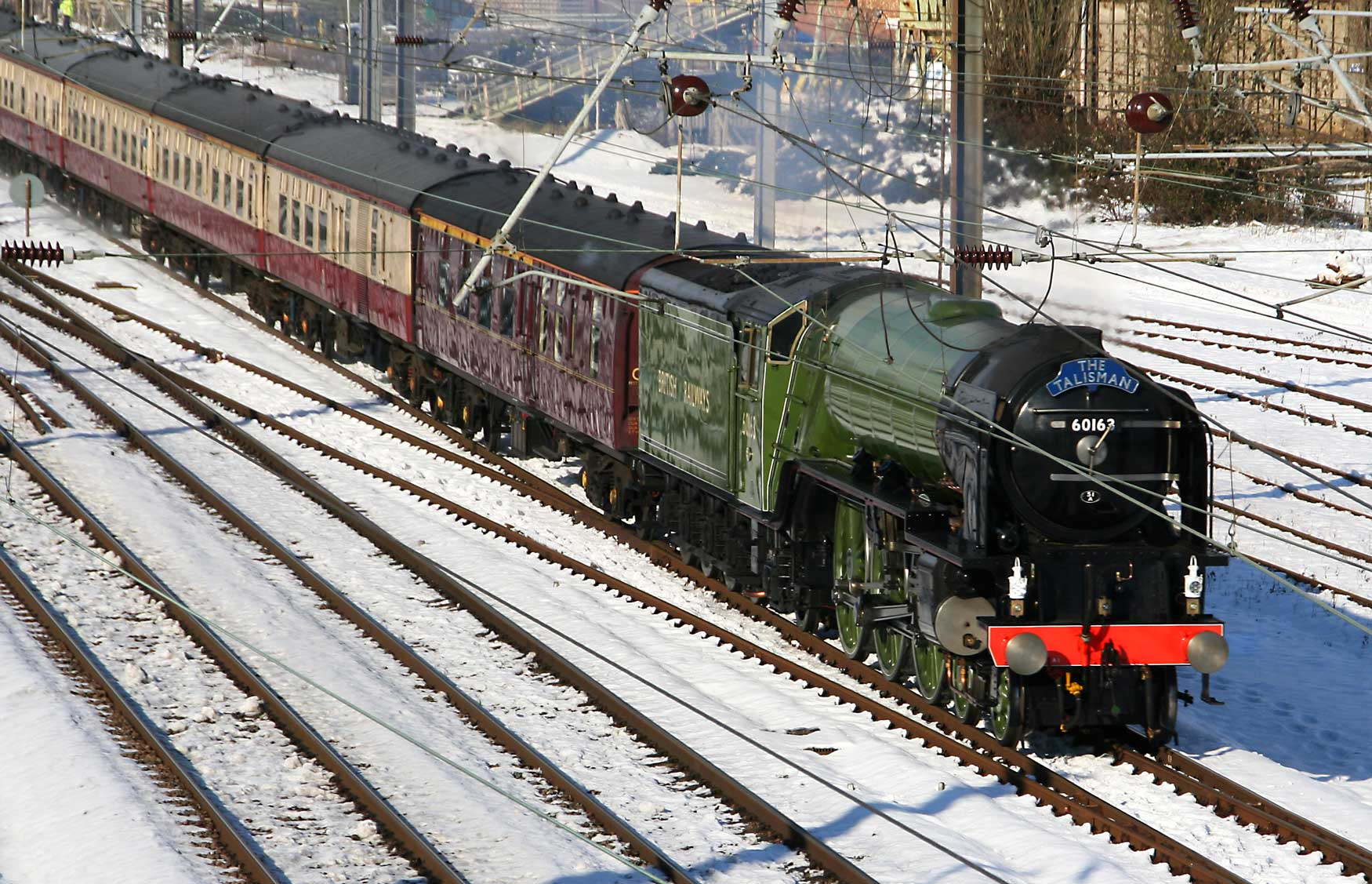
Il primo viaggio della Tornado A1, il Talisman tour, del 7 febbraio 2009

Parte dello sforzo di finanziamento, il Trust organizzò una serie di viaggi rievocativi in treno a vapore denominati The Talisman (il talismano), il primo, del 2005, utilizzando la locomotiva a vapore classe LMS Coronation Duchess of Sutherland . I viaggi del 2006 e del 2008 utilizzarono convogli trainati da due classe LNER A4, la Union of South Africa e la Bittern.
Il primo viaggio turistico della Tornado fu il Talisman del 7 febbraio 2009, da Darlington a Londra, King's Cross. Il viaggio fu seguito da migliaia di spettatori lungo la linea e all'arrivo, la stazione di Londra King's Cross.

## Altre iniziative

### Il tender Flying Scotsman
Nell'autunno del 1991, il Trust si attivò per acquistare il tender di riserva della locomotiva della classe LNER A3, Flying Scotsman (1923), per utilizzarne il telaio come base per il tender della Tornado. Nel 1992, fu acquistato il No. 5332, uno dei dieci tender della LNER costruiti nel 1928. Il serbatoio dell'acqua fu rimosso e il telaio messo a nudo presso Morpeth. Nel 1998, per gli elevati costi di ricostruzione, tra cui la conversione degli organi di rotolamento a cuscinetti a rulli e per la preferenza del Trust di costruire tutta la locomotiva ex-novo fu deciso di rivendere il tender al precedente proprietario. La vendita alla Flying Scotsman Railways fu finalizzata nel 2000.

### Altri contratti
Nel 2000 la ditta creata dal Trust raggiunse la capacità di lavorare anche per ordini da parte di terzi. Ottenne il contratto per il telaio di un tender per la locomotiva Standard Pacific No. 71000 Duke of Gloucester. Fino al 2008, fu l'unico contratto esterno accettato dal trust.

### Carrozza di servizio
Per sostenere il servizio passeggeri della Tornado, il Trust acquistò una carrozza di servizio, una British Railways Mark 1 Brake First Composite (BCK), la No. 21249, costruita a Swindon nel 1961. Fu acquistata dal museo ferroviario Nottingham Transport Heritage Centre che la teneva in deposito presso Ruddington. Era in buone condizioni, nonostante non venisse utilizzata da diversi anni, e richiese un'ulteriore spesa di 50.000 sterline per il restauro. Fu trasportata presso le officine di Darlington nell'ottobre del 2008.

## Progetti ulteriori
Nel 1998 lo stato delle finanze del Trust permetteva di potere pensare di ultimare la Tornado e già mettere in cantiere un'altra locomotiva. L'aumento dei costi e l'accumularsi di ritardi nella costruzione fecero sfumare queste previsioni.
Dopo la costruzione della Tornado rimanevano da pagare 800.000 sterline di prestiti ed interessi sui buoni fruttiferi emessi dal Trust.
Il A1 Trust sta costruendo, al 2018, una locomotiva LNER P2 (1934-36) numerata 2007 (in sequenza con le sue progenitrici) la Prince of Wales. La P2 utilizza circa il 70% dei componenti della Tornado. Dopo questa impresa, si prevede la costruzione di una locomotiva LNER classe V4 seguita da una V3.